# Tengeritehenek

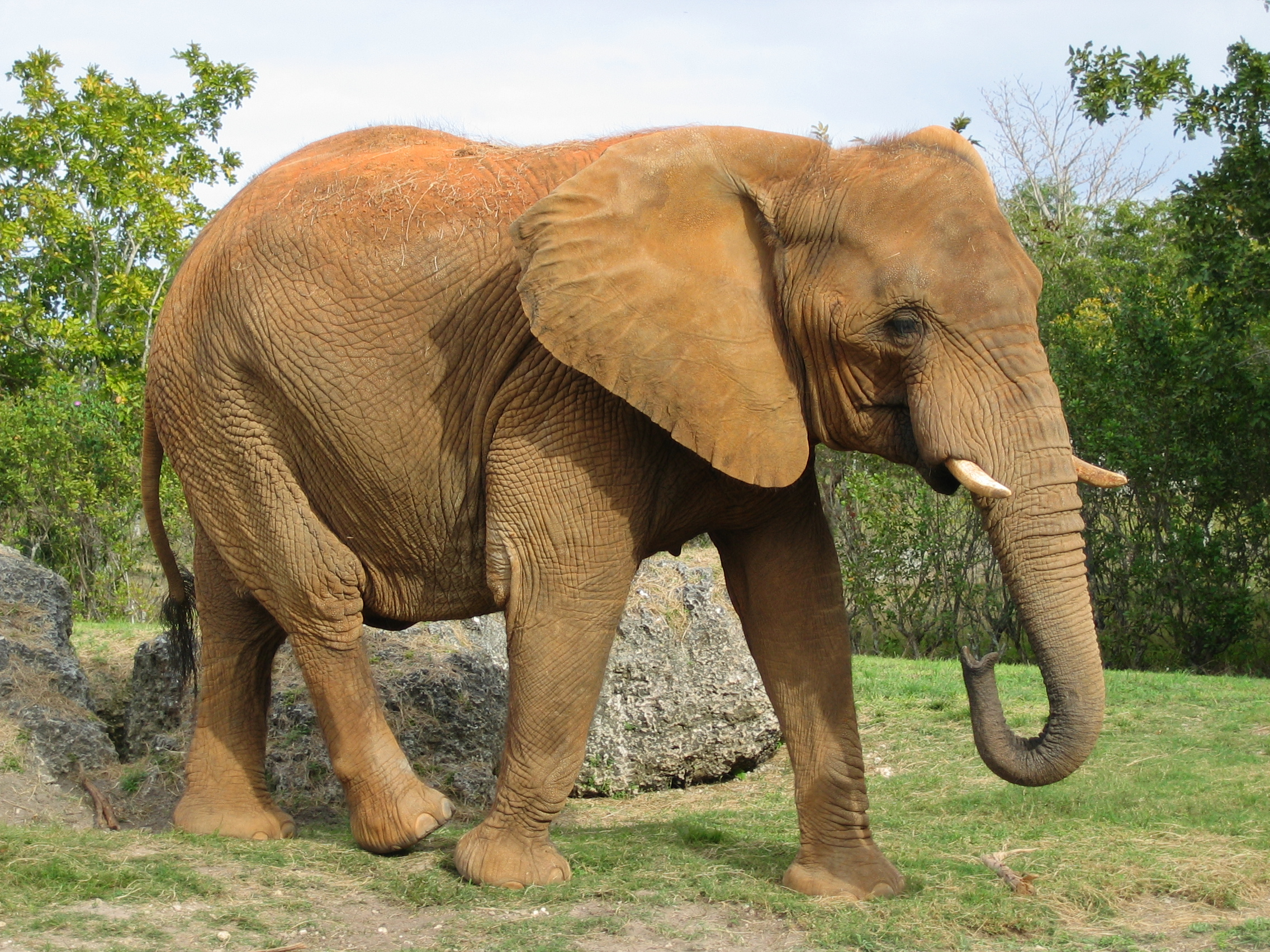
Az elefántfélék a tengeritehenek nagyon közeli rokonai – az emlősök törzsfáján egy kládot alkotnak

A tengeritehenek (Sirenia) az emlősök (Mammalia) osztályának egy rendje. Tudományos nevük alapján néha sziréneknek is nevezik őket.
Első ránézésre a cetekre emlékeztetnek, amely valójában csak konvergens evolúció következménye: a hasonló életkörülmények (itt a vízi életmód) távoli rokon fajoknál hasonló testalkatot eredményez. Éppen ezért a sziréneket a korai rendszerek (18. század−19. század eleje) a cetek (Cetacea) rendjébe helyezték „növényevő cetek” néven. Csak az anatómiai vizsgálatok (főképp a csontváz felépítésének vizsgálata) igazolták, hogy a tengeritehenek az ormányosok (Proboscidea) és a szirtiborzfélék (Procaviidae) rokonai. A molekuláris biológiai kutatások ezt megerősítették: a szirének és az ormányosok egymás testvércsoportjai (egy klád), míg e két rend egységének testvércsoportja az előpatások (Hyracoidea), ahová a szirtiborzok is tartoznak.
A tengeritehenek, elefántok és szirtiborzok elhelyezkedésének megítélése a molekuláris eredmények előtti rendszerekben (például Dudich−Loksa-féle állatrendszer, Urania Állatvilág stb.) hibás volt, ugyanis e három csoportot egy közös öregrendben, az előpatásokban (Paenungulata) vonták össze, mint a patások (páros- és páratlanujjúak) evolúciójának korán levált ágát. A kladisztikus rendszerekben a szirén−ormányos−szirtiborz-klád egy Afrotheria („afrikaiak”) főcsoportban szerepel, melyek igencsak távol esnek a patásoktól: a méhlepényes emlősök alapi helyzetű kládja.

## Rendszerezés
A rendbe az alábbi 2 család, 3 nem és 5 faj tartozik:
- Manátuszfélék (Trichechidae)
  - Trichechus (Linnaeus, 1758) – 3 faj
    - Karibi manátusz (Trichechus manatus)
    - Afrikai manátusz (Trichechus senegalensis)
    - Dél-amerikai manátusz (Trichechus inunguis)

- Dugongfélék (Dugongidae)
  - Dugong (Lacépède, 1799)
    - Dugong (Dugong dugon)

  - Hidrodamalis (Zimmermann, 1794)
    - Steller-tengeritehén (Hidrodamalis gigas) – a rend egy kihalt recens faja, melyet 1741-ben írtak le először. A hatalmas, békés növényevő óriást 1768-ra már teljesen kipusztították. Lakhelye a Bering-tenger volt. 8-10 tonnát nyomott.

## Etimológia
A manátusz dél-amerikai eredetű szó, manati a karib indiánok nyelvén annyit tett: „emlő”. (Magyarul a manátusz, manatusz, manáti, lamantin alakok is használatosak.) A dugong szó az állat maláj nevéből jön. Az anyaállatokat mindkét csoportnál a „tehén”, a kicsinyeiket pedig a „borjú” szóval is jelölik.

## Testfelépítésük

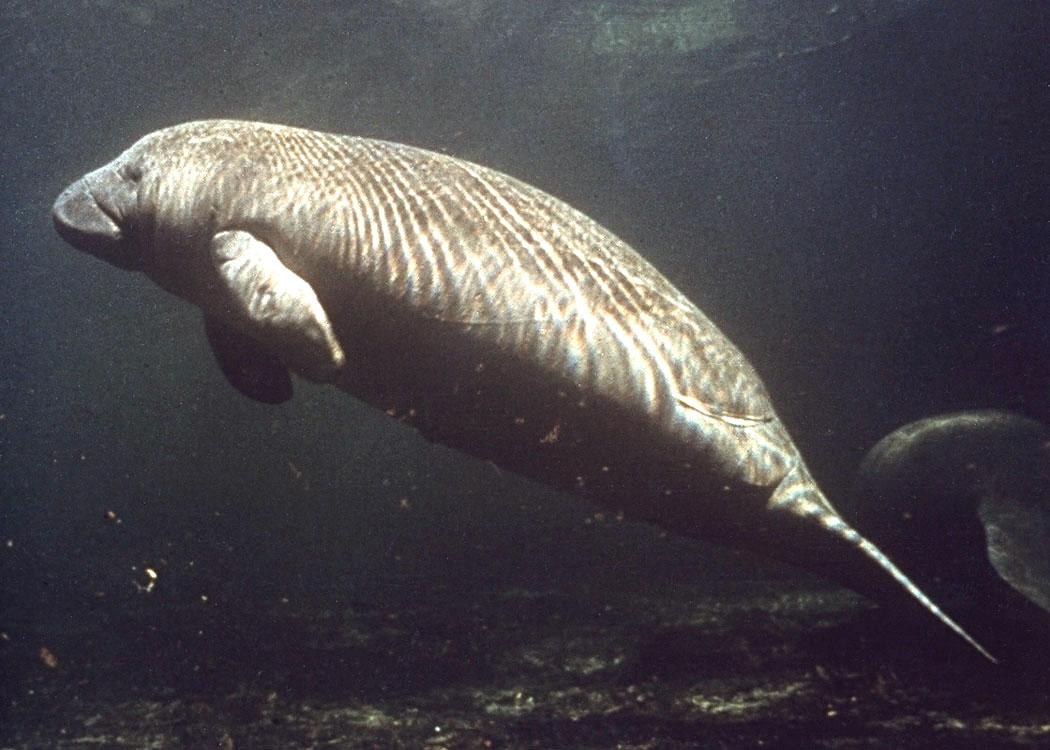
Egy manátuszfaj (Trichechus sp.). Külső testfelépítésének jellegzetességei: kis fej; orsó alakú, hengeres törzs; úszóvá módosult elülső végtagok; elcsökevényesedett hátsó végtag; vízszintes farokúszó

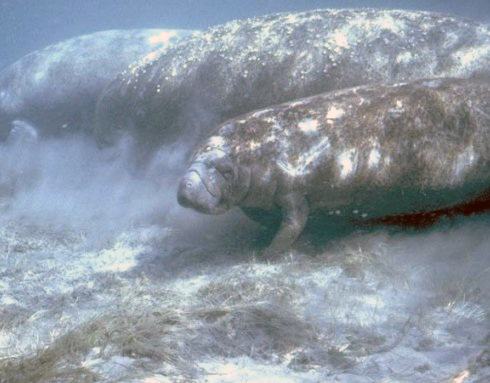
Karibi manátuszok (Trichechus manatus) egy csoportja

A szirének első ránézésre a cetekre, vagy a nagy testű fókákra emlékeztetnek. Fejük kicsi, nyakuk nem különül el láthatóan a törzstől. A törzs hengeres, vastag, orsó alakú, melyen két elülső úszó és egy vízszintes farokúszó található, mely nem a hátulsó végtagokból alakult ki. Testméretük eléri a 4 m-t, és a 600 kg-ot, természetesen ez fajonként változó, és sok faj ennél jóval kisebb.

### Csontváz

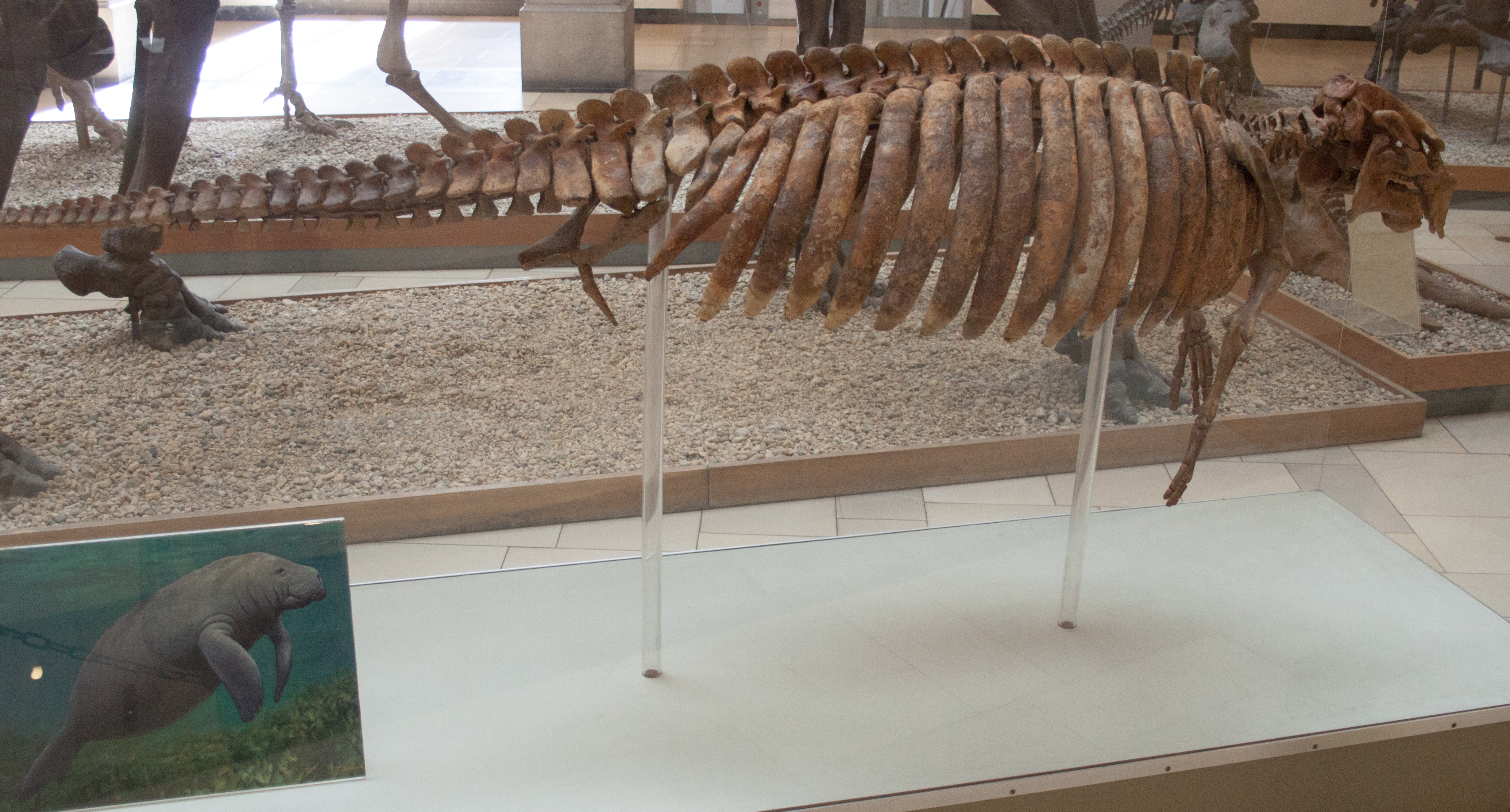
30 millió éves tengeri tehén (Kaupitherium gruelli) csontváza a Müncheni Palaeontológiai Múzeumban

A csontjaik belső szerkezetére általánosan jellemző a tömörség, masszívság, és a velőállomány teljes hiánya.
A szirének csontváza erősen módosult a szárazföldi emlősökéhez képest a vízi életmód következtében. A mellső végtagok úszókká alakultak, melyeken már külsőleg nem kivehetők az eredeti kéztőcsontok és ujjpercek, de még jól elkülönülve megtalálhatók az úszók belsejében. Egyes szirénfajok úszóin még karommaradványokat is találunk. Az úszók könyökben mozgatható, ellentétben a cetekkel, melyek úszója csak vállban. A hátulsó végtag teljesen elcsökevényesedett, ezzel az alsó függesztőöv (medencecsont) tulajdonképpen a funkcióját vesztette, elcsökevényesedett, a kötőszövetbe ágyazódva található, és a gerincoszloppal sincs kapcsolatban.
A hátgerincük csigolyáit ízületi nyúlványok kötik össze egymással, keresztcsontjuk nem alakult ki. A gerincoszlop farki része a hátsó farokúszóig nyúlik, merevíti azt. A farokúszó vízszintes helyzetű, az állat ezzel hajtja magát előre a vízben. Olykor támadószervként is funkcionál: erős ütésre képesek vele, még ha szárazra kerülnek is. Kulcscsontjuk is visszafejlődött, teljesen hiányzik. Koponyájuk erőteljes, a patások koponyájára emlékeztet. A sziréneknek vannak mozgatható nyakcsigolyáik és külön mozgatható nyaki részük, de a vastag zsírréteg miatt ez külsőleg nem különül el a törzstől.

### Kültakaró
A kifejlett szirének testén nem találunk szőrzetet, ellenben a fiatal állatok bőrén még van némi gyér szőrzet, mely idővel el is tűnik. A bőrük vastag, rajta számos egyenetlenség, dudor, gödör található. A bőraljában nagy mennyiségű zsír halmozódik fel, annak ellenére, hogy nem hidegtengeri állatok. Ennek magyarázata, hogy a gyér növényi táplálék (moszatok, hínárnövények) mellett energetikai szempontból előnyösebb, ha minél több hőt tudnak megtartani a testükben, vagyis nincs nagy hőenergia-veszteségük. A zsírréteg emellett remek tartalék is lehet.

### Emésztőrendszer
A bélrendszerük a szájnyílással kezdődik, melyet a koponya állkapocscsontjainak szarulemezei határolnak. Ezekkel ragadják meg, harapják le és őrlik meg a táplálékukat. A szájüregben találhatóak a fogak. A fogazat vagy tökéletlen (egyes fogtípusok hiányoznak) vagy egyáltalán nincs is. Az őslénytani leletek tanúsága szerint a korai szirének (Eotheroides) fogazata még teljes volt: 6 metsző-, 2 szem-, 4 előzáp- és 3 utózápfoga volt. A gyomor erőteljes, összetett rágógyomor, mellyel a növényi táplálékot képesek megőrölni. A bélcső teljes szakasza igen hosszú, akár a testhossz 20-szorosa is lehet. A vastagbelükben rengeteg cellulózbontó baktérium él, melyek a növények sejtfalait bontják le monomerekre (β-glükóz).

### Idegrendszer
A szirének agya testméretükhöz viszonyítva kicsiny, oldalról összenyomott, magas, kevés barázdát visel. Az agykéregnek főleg a szaglóközpontja fejlett, így jó a szaglóérzékük. Ellenben a látásuk és a hallásuk gyenge. Szemük apró, fülük leegyszerűsödött.

## Életük

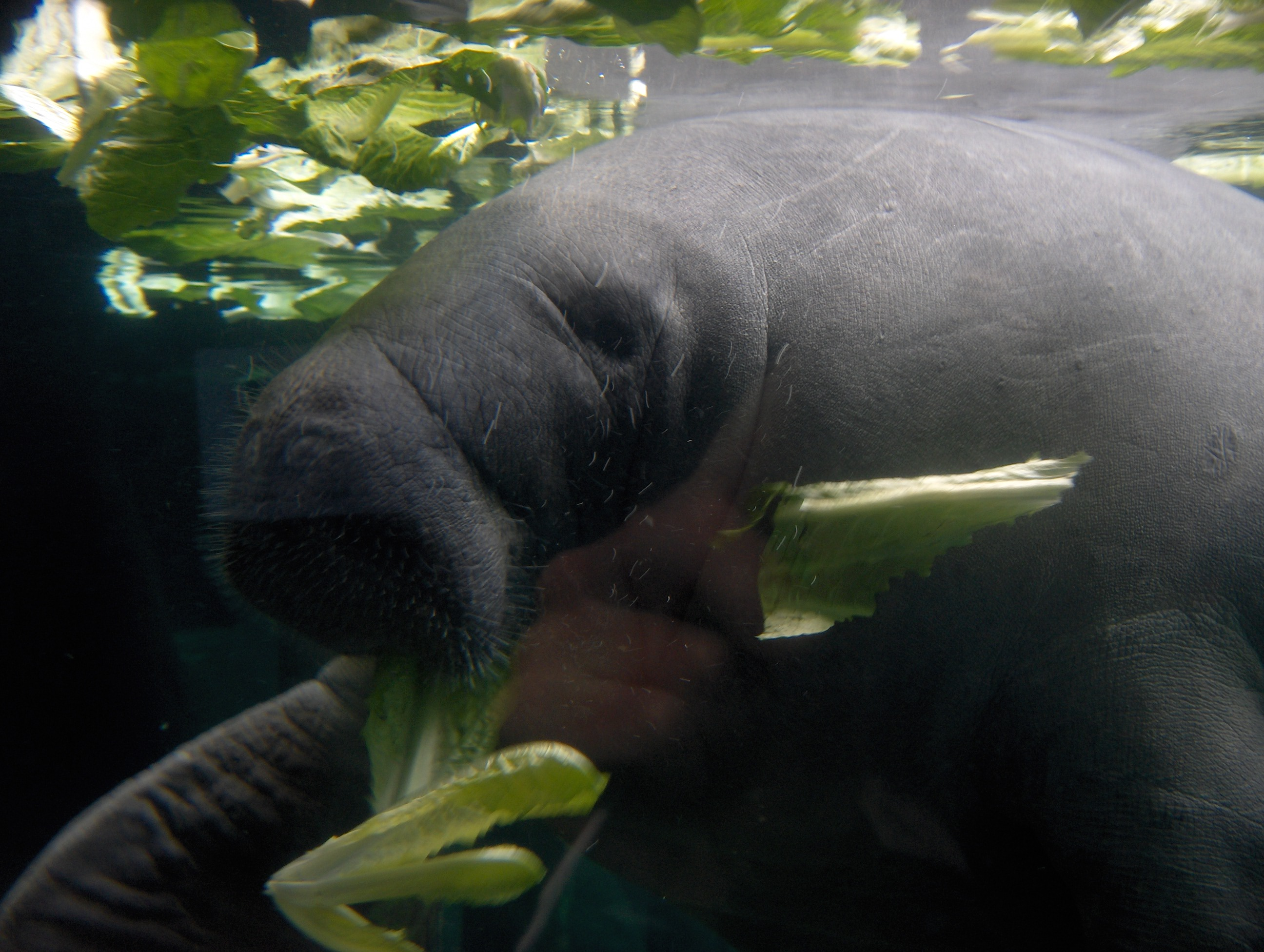
A tengeritehenek fogságban szívesen fogyasztanak salátalevelet is

A szirének élőhelyei a sekély part menti vizek, tengeröblök, lagúnák, folyók és mocsarak. Itt keresik növényi eredetű táplálékukat: moszatokat és hínárnövényeket. Ezekből igen nagy mennyiséget fogyasztanak, és rendkívül sok salakanyagot ürítenek, mely a víz felszínén összegyűlik. Ez még előnyös is a számukra, hisz az ürüléktől zavaros vízben könnyen el tudnak rejtőzni.
Társas és magányos fajok is vannak közöttük. A társas fajok nagy csordákat alkotnak a víz alatt, együtt legelik a hínármezőket, együtt vándorolnak. A csordákon belül azonban szorosabb kötelék a családokat fűzi össze. Gyakran egymással játszadoznak, „keringőznek”, és veszély esetén egymást meg is védik.
A párzási időszak nincs konkrét évszakhoz kötve. Vemhességi idejük 12−13 hónap körül van. Anyaméhükben csak 1 utód fejlődik, mely születésekor kb. 28−36 kg tömegű. Az utód a vízben születik meg, a tehén nem megy ki a partra. A kis borjút aztán igen hosszú ideig szoptatja az anyaállat, mintegy 2 évig. Emlői az uszonyok alatt találhatók, számuk 2. Mivel a borjú hosszú ideig a tehénnel marad, az általában két utódot is nevel, így mindkét emlőjére szüksége van.

## Elterjedésük

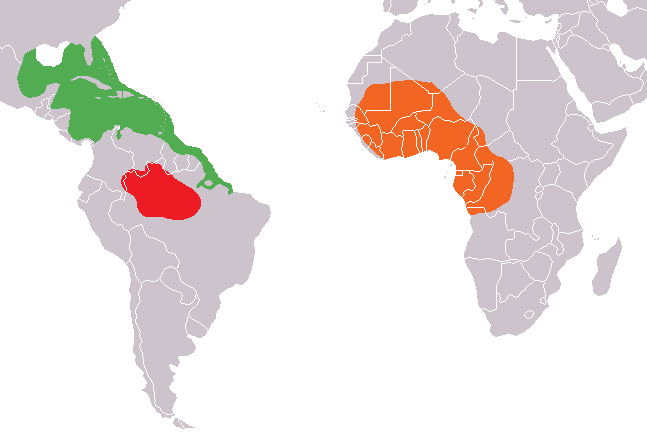
A három manátuszfaj elterjedése

A karibi manátusz egyik alfaja főleg Floridában él, de észak felé Washingtonig, nyugat felé a mexikói határig is elvándorol. Másik alfaja Közép- és Dél-Amerika karibi partvidékén, a karibi szigeteken honos, de eljuthat az Amazonas torkolatáig is. Néhány példányát a Panama-csatornába telepítették, hogy gátat vessenek a vízinövények túlzott elszaporodásának; ezek mára a Csendes-óceánba is eljutottak.
Az amazonasi manátusz az Amazonasban, annak mellékfolyóiban és árterein él. A nyugat-afrikai manátusz Afrika partjai mentén Szenegáltól Angoláig fordul elő; a nagyobb folyókon több száz kilométerre is felúszik.
A dugong valaha mindenfelé előfordult az Indiai-óceán partvidéken és a délkelet-ázsiai szigetvilágban. Mára élettere több részre szakadt; Ausztrália, Madagaszkár, India, Indonézia egyes partszakaszain található.
A kipusztult Steller-féle tengeritehén a történelmi időkben a Bering-tengeren, a Parancsnok-szigetek táján élt.